# Gymnasium Gleichense
Das Gymnasium Gleichense in Ohrdruf (Thüringen) ist ein allgemeinbildendes Gymnasium mit mathematisch-naturwissenschaftlichem Zweig und neusprachlichem Zweig als Angebot.
Es gehört, im Jahre 1564 gegründet, zu den ältesten Schulen im deutschen Sprachraum. Sein heutiger Name ist auf ihren Gründer und Förderer den Graf von Gleichen zurückzuführen.

## Schulchronik

### Vorgeschichte ab dem 8. Jahrhundert
In Ohrdruf gab es bereits im Mittelalter gehobenen Unterricht. Im Jahre 725 errichtete Bonifatius direkt am linken Ufer der Ohra, am Standort der heutigen Michaelisschule, eine Benediktinerkloster. Dieses dem Erzengel Michael geweihte Kloster war das erste Kloster und sogleich die älteste Bildungsstätte in Thüringen. Als weitere Bildungsstätten kamen später die Schule des Petriklosters und des Petristiftes am rechten Ohraufer hinzu.

### Lateinschule (1564 bis 1623)
Die Ohrdrufer Lateinschule entstand im Rahmen der Reformation während der Schulgründungen in den deutschen Ländern und stand somit unter protestantischem Einfluss. Sie ist die erste neuzeitlich höhere Schule in Ohrdruf und wurde im Jahre 1564 durch den Grafen Georg II. von Gleichen (* 1509; † 1570) gegründet. Dieses, sich in seiner Blütezeit befindliche, Grafengeschlecht war für Wissenschaft, Bildung und Kunst sehr aufgeschlossen. So schufen die Grafen Philipp Ernst (* 1562; † 1619) und Hans Ludwig (* 1565; † 1631) im Jahre 1622 die Gräflich Gleichensche Schulstiftung mit 10.000 Meißnischen Gulden. Nur durch diese große Geldsumme war es möglich, dass die höhere Schulanstalt in Ohrdruf bestehen konnte. Philipp Ernst stiftete kurz vor seinem Tod nochmals 4000 Meißnische Gulden. Auch Hans Ludwig fügte nochmals 6000 Meißnische Gulden hinzu und erließ in einer Stiftungsurkunde genaue Nutzungsbestimmungen. Viele dieser Dokumente sind bis heute im Historischen Archiv der Stadt Ohrdruf erhalten geblieben.

### Lyzeum Ohrdruviense (1623 bis 1660)
Diese Schulstiftung trug maßgeblich zur Aufwertung und Förderung der Ohrdrufer Lateinschule bei. Dadurch wurde sie durch den Landesherren, den Grafen von Gleichen, im Jahre 1623 zum Lyzeum erhoben. Von nun an gab es an dieser Gelehrtenschule einen vollständigen universitätsvorbereitenden Kursus in Latein und Griechisch, womit die Absolventen unmittelbar aus der obersten Klasse an die Universitäten wechseln konnten. Die Pestjahre vom 14. bis 17. Jahrhundert und die zahlreichen Stadtbrände (16. bis 19. Jahrhundert) setzten dem Ohrdrufer Schulleben stark zu. So brannte das Schulgebäude dreimal vollständig ab (1510, 1653 und 1753).

### Lyzeum illustre Ohrdruviense (1660 bis 1854)
Die Verleihung des Namens Lyzeum illustre stellte eine weitere Statuserhöhung für die höhere Lehranstalt Ohrdrufs dar. Das lateinische Wort illustris, -e bedeutet so viel wie ‚glänzend, berühmt, vortrefflich‘. Dieses schmückende Beiwort stand unter anderen für die besondere Leistungsfähigkeit des hochschulvorbereitenden Unterrichts und hatte die Erweiterung des Lehrprogramms zur Folge. So hielten universitätsnahe Kurse wie Philosophie, Rhetorik, Ethik, Logik, Hebräisch Einzug in den Unterrichtsplan.

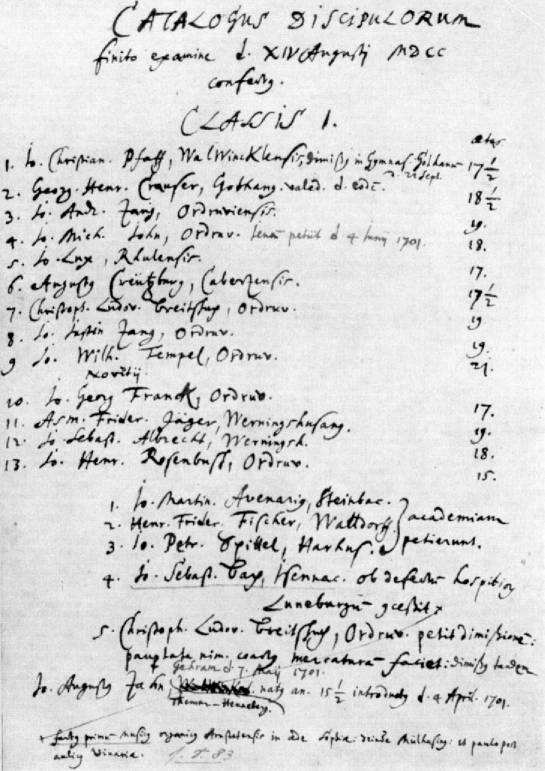
Schulmatrikel des Lyzeums Ohrdruf
J. S. Bach ist der vierte Schüler in der zweiten Liste.

### Johann Sebastian Bach am Lyzeum illustre Ohrdruviense (1695 bis 1700)
Johann Sebastian Bach ist der berühmteste Schüler des Ohrdrufer Lyzeums. In Ohrdruf erwarb Bach einen großen Teil seiner Bildung und wesentliche geistige Anregungen für sein späteres Schaffen. Nach dem Tod seiner Eltern Ambrosius († 1695) und Maria Elisabeth Bach († 1694) kam der Zehnjährige gemeinsam mit seinem Bruder Johann Jacob zu seinem älteren Bruder Johann Christoph Bach (1671–1721) nach Ohrdruf. Johann Christoph war Organist an der Michaeliskirche. Durch ihn lernte Johann Sebastian auch das Orgel- und Klavierspielen. Das Ohrdrufer Lyzeum besuchte Bach von der Quarta, in der der Lateinunterricht einsetzte, über die Tertia und Sekunda bis hin zum ersten Jahr der Prima. Am 15. März 1700 verließ Bach Ohrdruf, da er keinen Freitisch (also kein Stipendium) mehr erhalten konnte, und setzte den Schulbesuch bis zum Abschluss in Lüneburg fort. Seine in diesen Jahren erworbenen umfangreichen Lateinkenntnisse kamen ihm bei seiner späteren Berufung zum Amt des Thomaskantors zugute. Während seiner Ohrdrufer Schulzeit zählte er stets zu den jüngsten und gleichzeitig leistungsstärksten Schülern seiner Klasse. Johann Sebastian Bach gehörte während seiner gesamten Ohrdrufer Schulzeit der Kurrende an.

### Moderne Sprachen seit Mitte des 18. Jahrhunderts
Im Jahre 1740 wurde der französische Sprachunterricht am Lyzeum illustre Ohrdruviense eingeführt. Daneben etablierten sich Englisch und Italienisch im Jahre 1818. Seit Mitte des 18. Jahrhunderts gewannen auch die Fächer Mathematik (besonders die Geometrie), Geographie und Geschichte immer mehr an Bedeutung. Damit folgte die höhere Lehranstalt Ohrdrufs dem weltoffenen Zeitgeist des höfischen Lebens.

### Aufbau einer wissenschaftlichen Bibliothek in der Mitte des 18. Jahrhunderts
Der Direktor Dr. Friedrich Krügelstein (* 1774; † 1849) begann während seines Direktoriats mit dem Aufbau einer wissenschaftlichen Bibliothek, als nützliches Hilfsmittel und Statussymbol einer jeden höheren Schule. Zu den vertretenen Sachgebieten zählten:
- griechische und römische Autoren
- griechische, lateinische und deutsche Sprache
- neuere Sprachen
- Zeitschriften
- Geschichte
- Heimatgeschichte (Thüringen und Ohrdruf)
- Biographien
- Geographie, Reisebeschreibungen, Wandkarten und Atlanten
- Naturgeschichte
- Physik, Chemie, Mathematik
- Pädagogik
- Mythologie
- Musikalien

Zwar überstand diese Bibliothek den Zweiten Weltkrieg, jedoch wurde sie in den Nachkriegsjahren aufgelöst und die Bücher vernichtet.

### Verlust der Bezeichnung „Lyzeum“ (1854)
Seit dem Jahre 1830 kam es zum Niedergang des Ohrdrufer Lyzeums. Die Schülerzahlen sanken drastisch und so ging 1835 der letzte Absolvent des Lyzeums an eine Universität. Außerdem wurde der Hebräischunterricht eingestellt. Im Jahre 1839 kam vorübergehend nicht einmal eine Prima zustande und auch im Jahre 1847 war dies nicht möglich. So verlor diese Ohrdrufer Lehranstalt, nach 231 Jahren als Lyzeum, im Jahre 1854 diese Bezeichnung. Daraufhin wurde der Unterricht in den beiden oberen Klassenstufen eingestellt, und die Schüler konnten nicht mehr die Hochschulreife erwerben. 1863 wurde die Ohrdrufer höhere Schule in ein Progymnasium umgewandelt, mit dem Recht, Schüler zum Eintritt in die oberen Klassen eines Gymnasiums oder einer Oberrealschule vorzubereiten.

### Progymnasium (1854 bis 1863)
Die Schüler besuchten die Ohrdrufer Lehranstalt nur noch bis zum 16. Lebensjahr, um danach in die obere Klasse eines Gymnasiums, meist in Gotha, beziehungsweise einer Oberrealschule zu wechseln oder einen nichtakademischen und praktischen Beruf zu erlernen.

### Realschule mit Progymnasium (1863 bis 1907)
Ostern 1863 wurde die Ohrdrufer Lehranstalt zu einer Realschule II. Ordnung mit progymnasialen Nebenklassen umgestaltet und bekam den Namen „Realschule und Progymnasium“. Es wurde in allen Klassen Latein- und Französischunterricht erteilt. Griechischunterricht bekamen ausschließlich die Progymnasiasten ab Tertia.

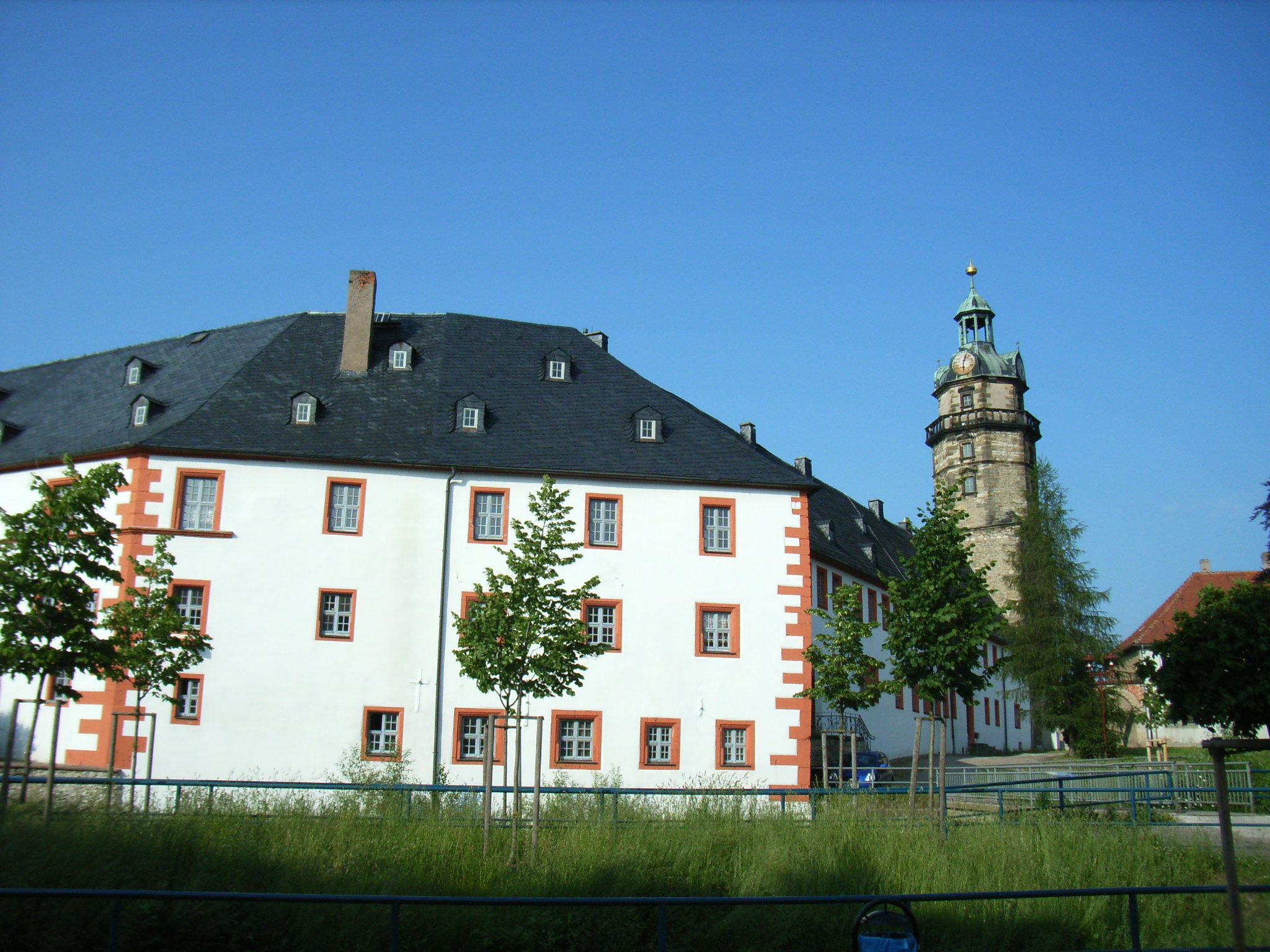
Das Renaissanceschloss Ehrenstein am rechten Ohraufer. Von 1870 bis 1946 und von 1952 bis 1954 Schulhaus des Ohrdrufer Gymnasiums.

#### Gräflich Gleichensches Gymnasium/Gymnasium Gleichense (1870 bis 1907)
Im Sommer des Jahres 1869 wurde die Ohrdrufer Realschule Staatsanstalt und zog infolgedessen am 18. Oktober 1870 von der Michaelisschule in das benachbarte Schloss Ehrenstein um. Zur Ehrung der Gründer und Förderer der höheren Schule in Ohrdruf, der Grafen von Gleichen, bekam die Schule ebenfalls im Jahre 1870 den Namen „Gräflich Gleichensches Gymnasium“. Somit wurde die Bürgerschule, welche in der Michaelisschule verblieb, erstmals in der Ohrdrufer Geschichte von der höheren Schule räumlich und organisatorisch getrennt.

### Schule ohne Rassismus – Schule mit Courage (2006)
Als erste Schule im Landkreis Gotha trägt das Gymnasium Gleichense das Prädikat „Schule ohne Rassismus – Schule mit Courage“. Knapp 80 % der Schüler, Lehrer und des Schulpersonals haben in einer Unterschriftenaktion erklärt, sich aktiv gegen Gewalt und Diskriminierung einzusetzen. Unterstützung findet die Schule dabei durch den Oberhofer Biathleten Alexander Wolf, der die Patenschaft für dieses Projekt übernommen hat.

### Zeittafel
| Jahr              | Ereignis |
| ----------------- | --- |
| ab 8. Jahrhundert | Klosterschule |
| 16. Jahrhundert   | Einfluss durch die Reformatoren Luther und Melanchthon |
| 1564              | Lateinschule, gegründet durch die Grafen von Gleichen |
| 1622              | Gräflich Gleichensche Schulstiftung durch Phillip Ernst und Hans Ludwig von Gleichen, die den Bestand der Schule bis 1850 sichern hilft                                      |
| 1623              | Lyzeum Gelehrtenschule / höhere Lehranstalt; unmittelbare Hochschulreife; Latein und Griechisch; „Lyzeum illustre“                                                           |
| 1695 bis 1700     | Johann Sebastian Bach besuchte das Ohrdrufer Lyzeum |
| 1753              | Brandkatastrophe in der Schulgasse (heutige Johann-Sebastian-Bach-Straße) |
| 1755              | Neubau der Michaelisschule; moderner Unterricht, unter anderen Französisch und Englisch; Gründung der wissenschaftlichen Bibliothek durch Dr. Friedrich Krügelstein          |
| 1870 bis 1946     | „Gräflich Gleichensches Gymnasium“ |
| 1854 bis 1945     | Verlust der Bezeichnung Lyzeum und der direkten Hochschulreife durch Wegfall der zwei oberen Klassen; vorbereitende Anstalt für Gymnasien, Realgymnasien und Oberrealschulen |
| 1863              | Progymnasium |
| ab 1895 bis 1907  | Übergang zur lateinlosen Realschule |
| 1907 bis 1937     | „Gräflich Gleichensche Realschule“ |
| 1923 bis 1937     | „Deutsche Aufbauschule“; Wahlfach Latein |
| 1938              | „Oberschule für Jungen“ |
| 1942              | Einführung der 6. Jahrgangsstufe (10. Klasse); weiterer Aufbau scheitert am Zweiten Weltkrieg                                                                                |
| 1945/46           | Oberschule im Schloß „Ehrenstein“ |
| 1947              | Einheitsschule (Grundschule und Oberschule); 12-Jahrschule in der Michaelisschule                                                                                            |
| 1948              | 9 Schüler bestehen das Abitur; vollwertige Hochschulreife nach über 100 Jahren                                                                                               |
| 1949 bis 1951     | jeweils eine Klasse Abiturienten |
| 1951              | Zusammenschluss aufgehoben |
| 1. Januar 1952    | Internatsoberschule im Schloss mit 270 Schülern und 23 Lehrern |
| 1952 bis 1954     | jeweils Abiturienten |
| 1954              | Sowjetunion übernimmt das Schloss als Schule |
| 1958 bis 1991     | Polytechnische Oberschule „Erich Weinert“, Teilung 1983, POS „M. A. Buchtujew“                                                                                               |
| 1991              | Wiedereröffnung des Gymnasiums |
| 1992              | Namensgebung „Gymnasium Gleichense“ |
| 1993              | Erster Abiturabschlussjahrgang |
| 1996              | Festwoche „5 Jahre Gymnasium Gleichense“ unter anderem 1. Absolvententreffen, Theater- u. Chorprogramme im Schloss Ehrenstein                                                |
| 2001              | Festwoche „10 Jahre Gymnasium Gleichense“ unter anderem 2. Absolvententreffen (Berghof), Theater- und Chorkonzerte                                                           |
| 2003              | 10 Jahre Abitur |
| 2004              | 440 Jahre höhere Schule in Ohrdruf |
| 2006              | Rauchfreie Schule |
| 6. September 2006 | Zeichen gegen Rechts: „Schule ohne Rassismus - Schule mit Courage“ |

## Rektoren, Direktoren, Schulleiter der höheren Schule zu Ohrdruf (1564 bis 2006)
| Amtszeit                             | Name |
| ------------------------------------ | --- |
| 1564 bis 1573                        | Magister Andreas Gleichmann |
| 1573 bis 1574                        | Magister Zacharias Grauler |
| 1575 bis 1578                        | Magister Georg Milo |
| 1578 bis 1580                        | Magister Georg Fladung |
| 1580 bis 1583                        | Erasmus Eccelius |
| 1583 bis 1585                        | Johann Zorn |
| 1585 bis 1588                        | Magister Andreas Starkloff |
| 1588 bis 1602                        | Magister Johann Walther |
| 1602 bis 1611                        | Magister Eobanus Bertam |
| 1611 bis 1625                        | Magister Andreas Starkloff (junior) |
| 1625 bis 1635                        | Magister Christian Timotheus Duft |
| 1635 bis 1644                        | Das Rektorat war vakant und wurde vom Konrektor mit verwaltet. |
| 1644 bis 1654                        | Magister Nicolaus Eisenberg |
| 1654 bis 1656                        | Johann Georg Pfefferkorn |
| 1656 bis 1676                        | Magister Caspar Röhn |
| 1676 bis 1694                        | Philipp Jacob Spindler |
| 1695                                 | Magister Daniel Groth |
| 1696                                 | Magister Tobias Wenzel |
| 1696 bis 1712                        | Magister Johann Christoph Kiesewetter |
| 1712 bis 1738                        | Magister Heinrich Huth |
| 1739 bis 1774                        | Georg Christian Conradi |
| 1774                                 | Johann Georg Eichhorn |
| 1776 bis 1798                        | Magister Christian Friedrich Kerst |
| 1798 bis 1849                        | Dr. Friedrich Krügelstein |
| 1849 bis 1854                        | Ernst Krügelstein, provisorischer Leiter des Lyzeums (Nach dem Tode Dr. Friedrich Krügelsteins im Jahre 1849 wurde Ernst Krügelstein nur stellvertretender und vorläufig bis zu einer Neubesetzung des Amtes mit der Wahrnehmung der Aufgaben eines Direktors betraut.) |
| 1854 bis 1884                        | August Winzer |
| 1884 bis 1922                        | Dr. Paul Langer |
| 1922 bis 1933                        | Studiendirektor Henker |
| 1933 bis 1935                        | Studienrat Hüttig, stellvertretend für den Direktor |
| 13. Juni 1935 bis April 1945         | Studiendirektor Hempel |
| Oktober 1945 bis 22. Januar 1947     | Studiendirektor Dr. Gerhard Strodtkötter |
| 23. Januar 1947 bis 31. Juli 1948    | Carl König, Leiter der 12-Jahresschule |
| 1. August 1948 bis 31. Dezember 1948 | Dr. Zombek, kommissarischer Direktor |
| 1. Januar 1949 bis Juli 1951         | Schulleiterin Schunke verh. Löbel, Leiterin der 12-Jahresschule |
| August 1951 bis Dezember 1951        | Schulleiter Hugo Brand, kommissarischer leiter der Oberschule |
| Januar/Februar 1952                  | Lehrer Cramer, Leiter der Internatsoberschule |
| 5. Februar 1952 bis Mitte Juni 1953  | Direktor Leuthäußer, Leiter der Internatsoberschule |
| Schuljahr 1953/54                    | Direktor Jessl, Leiter der Internatsoberschule |
| 1954 bis 1958                        | Direktorin Ursula Löbel, Leiterin der kombinierten Mittel- und Oberschule |
| 1991 bis 2022                        | Oberstudiendirektor Dr. Volker Rühl, Schulleiter des Gymnasiums Gleichense |
| seit Februar 2022                    | Stephan Marschner, Schulleiter des Gymnasiums Gleichense |

## Arbeitsgemeinschaften
Das Gymnasium Gleichense verfolgt das Modell der offenen Ganztagsschule über ein breites Angebot an Arbeitsgemeinschaften (AGs).

### Sport
- Wintersport
- Volleyball
- Fußball
- Badminton
- Basketball
- Allgemeine Sportspiele
- Sportförderung

### Kunst/Musik
- Chor
- Instrumentalgruppe
- Künstlerisches Gestalten
- Trickboxx
- Theater

### Naturwissenschaften
- Chemie
- Physik
- Biologie
- Astronomie
- Mathematik

### Sonstige Angebote
- Mitwirkung in der Schülervertretung
- Mitwirkung in den Redaktionen von Pressestelle und Schulhomepage

## Ausstattung
Das Gymnasium Gleichense bietet seinen Schülerinnen unter anderem folgende Ausstattung:

### Fachräume
- Naturwissenschaftliche Fachkabinette für Biologie, Physik und Chemie
- Zwei Computerkabinette
- Lerninseln
- Schulbibliothek

### Saniertes Backsteingebäude Trinitatisschule
- Kunstkabinett
- Modellierraum
- Töpferei mit Brennofen
- Aula mit 120 Plätzen

### Sportanlagen
- Goldberghalle (3-Felder-Halle)
- Sportstätten am Goldberg (Sportstadion)
- Kleine Turnhalle (auf dem Schulgelände)
- Bolzplatz, Streetball- und Tischtennisanlage (auf dem Schulgelände)

### Pausengestaltung
- Cafeteria mit Pausenversorgung und Mittagessen
- Großzügige Außenanlagen

## Förderverein

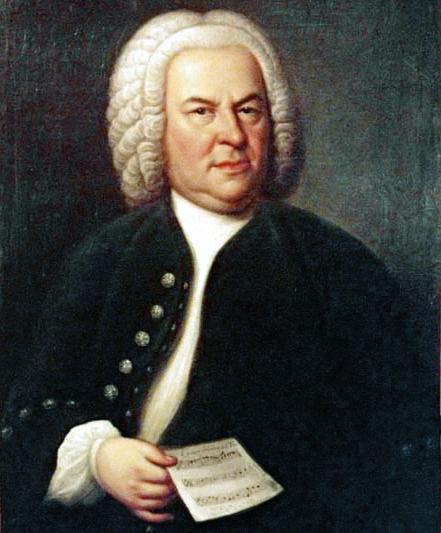
Johann Sebastian Bach im Jahre 1746, mit Rätselkanon. Ölgemälde von Elias Gottlob Haussmann.

Die Gründung des Vereins Freunde und Förderer des Gymnasiums Gleichense Ohrdruf e. V. ist eine Lehrer-Eltern-Initiative. Der Verein hat sich die finanzielle und ideelle Unterstützung des Gymnasiums, unabhängig von Politik, Behörden usw., zur Aufgabe gemacht. Am 1. Januar 1992 trafen sich die Gründungsmitglieder im Schloss Ehrenstein Ohrdruf, dem ehemaligen Schulgebäude der höheren Schule, um mit der Zustimmung zur Satzung und der Wahl des Vorstandes den Verein ins Leben zu rufen.

## Persönlichkeiten
- Der deutsche Komponist Johann Sebastian Bach (* 31. März 1685; † 28. Juli 1750) war von 1695 bis 1700 Schüler des Ohrdrufer Lyzeums.
- Der deutsche Philosoph und lutherische Theologe Johann Jacob Syrbius (* 26. Juni 1674; † 4. November 1738) war von 1684 bis 1691 Schüler des Ohrdrufer Lyzeums.